# Offshore Music Radio
Offshore Music Radio - The Internet Radio Ship is een Brits radiostation op internet, oftewel een webradio, opgericht met behulp van Live365-software in 2004 door radiofanatici Lyn Williams en David Laine.
De studio is gevestigd in Crowle vlak bij Scunthorpe in North Lincolnshire; radioprogramma's worden echter ook over het internet toegezonden. De streams lopen via servers in Engeland en in Amsterdam; in mei 2006 moesten er continentale servers bijgezet worden wegens het grote aantal luisteraars wereldwijd.
In de zomer van 2006 werd een overeenkomst gesloten met het Letse middengolfstation Radio Nord om op donder- en vrijdag Offshore Music Radio elke dag een uur live radio door te zenden.

## Format
Zoals de naam doet vermoeden is het format zeezender-nostalgie, waarbij de periode 1960-1987 richtlijn is. Er wordt zowel aandacht besteed aan Nederlandse, Vlaamse als Engelse piratenzenders.
De gedraaide muziek stamt ook uit de genoemde tijd, al willen de Nederlandse diskjockey's Leon Dorsey en Wim van Egmond nogal eens modernere rock programmeren. Meestal komen er  collector's items langs en vele vele hits uit de Britse hitparade en de Veronica Top 40, de Radio Noordzee Top 50, de Joepie Top 50 van Radio Mi Amigo en de Radio Atlantis Top 50. Ook schijven, vooral Treiterschijven, genieten de voorkeur.